# Ryan Adams
Ryan Adams (Jacksonville, Észak-Karolina, 1974. november 5. –) Grammy-díjra jelölt amerikai country/rock énekes, dalszerző. Eredetileg a Whiskeytown nevű együttes tagja volt, ám otthagyta a zenekart és 2000-ben kiadta a Heartbreaker című első szólóalbumát. Eddig összesen 13 lemeze jelent meg (ebből hatot a The Cardinals nevű kísérőzenekarával). Legsikeresebb albuma a 2001-ben megjelent Gold.
Két – novellákat és verseket tartalmazó – könyve is megjelent 2009-ben, Infinity Blues és Hello Sunshine címmel.
2009. március 10-én feleségül vette Mandy Moore énekes/színésznőt.

## Diszkográfia
- Heartbreaker (2000)
- Gold (2001)
- Demolition (2002)
- Rock N Roll (2003)
- Love Is Hell (2004)
- Cold Roses (& The Cardinals) (2005)
- Jacksonville City Nights (& The Cardinals) (2005)
- 29 (2005)
- Easy Tiger (& The Cardinals) (2007)
- Follow the Lights (& The Cardinals) (2007)
- Cardinology (& The Cardinals) (2008)
- Orion (2010)
- III/IV (& The Cardinals) (2010)
- Ashes & Fire (2011)

## Fordítás
- Ez a szócikk részben vagy egészben  a   Ryan Adams című angol Wikipédia-szócikk fordításán alapul.  Az eredeti cikk szerkesztőit annak laptörténete sorolja fel. Ez a jelzés csupán a megfogalmazás eredetét és a szerzői jogokat jelzi, nem szolgál a cikkben szereplő információk forrásmegjelöléseként.